# 1978-as sakkolimpia
A 23. nyílt és 8. női sakkolimpiát 1978. október 25. és november 12. között rendezték meg  Argentína fővárosában, Buenos Aires-ben. A rendezvény a Nemzetközi Sakkszövetség (FIDE) égisze alatt került lebonyolításra. A versenyen nyílt és női kategóriában indulhattak a nevező országok csapatai. A rendezvény helyszíne az Estadio Monumental, a River Plate csapatának felújított stadionja volt, amelyben néhány hónappal korábban a labdarúgó világbajnokság döntőjét rendezték.

## A versenyzők és a bírói testület
Az 1978-as sakkolimpián a nyílt versenyre 66 csapat 388 versenyzője nevezett, közülük 61 rendelkezett nagymesteri és 60 nemzetközi mesteri címmel. A női versenyen 32 csapatban 125 fő vett részt, közülük 7-en rendelkeztek nagymesteri és 22-en nemzetközi mesteri címmel.
A nyílt mezőnyben a legerősebb átlag Élő-pontszámmal, 2620-szal a két világbajnokot (Szpasszkij, Petroszján) is felvonultató szovjet válogatott rendelkezett. A magyar válogatott 2570-es átlag pontértéke a mezőnyben a 2. legerősebb volt.
A nők mezőnyében is a Szovjetunió vezette a mezőnyt 2370-es átlagértékkel, a magyarok itt is a 2. legjobb pontértékkel rendelkeztek, 2260-nal.
Az előző, 1976-ban Haifában rendezett sakkolimpiát a Szovjetunió és a szocialista országok bojkottálták, így a címvédő a nyílt versenyen az Amerikai Egyesült Államok, míg a nőknél Izrael. A Szovjetunió eddig minden olyan olimpiát megnyert, amelyen elindult. Most is ők voltak az esélyesek. A magyar csapat ezt a hegemóniát törte meg, miután bravúros játékkal aranyérmet szerzett. A nők versenyében is remekül szerepelt a magyar csapat, a két világbajnokkal (Gaprindasvili, Csiburdanidze) felálló szovjet csapat mögött az ezüstérem rendkívül szép teljesítmény volt.
A sakkolimpia főbírája Paul Klein volt.

## A verseny menete
A nyílt és a női verseny egymástól külön került megrendezésre. Tekintettel arra, hogy a nyílt versenyen a részt vevő csapatok száma meghaladta az 50-et, a svájci rendszerű versenyben 14 forduló került megrendezésre. A női versenyben a 32 csapatot 4 darab 8 résztvevős csoportba sorsolták, amelyeken belül körmérkőzésen dőlt el, hogy mely csapatok kerülnek az „A”, „B”, „C” és „D” döntőbe. A csoportok első két helyezettje alkotta az „A” döntő mezőnyét, a 3–4. helyezettek a „B” döntőjét, stb. A döntőkben szintén körmérkőzést vívtak, és az „A” döntő győztese lett az olimpiai bajnok. Ilymódon a női versenyen is 14 játszmát kellett a játékosoknak játszaniuk.
A nyílt versenyben a csapatok 6 főt nevezhettek, akik közül egy-egy fordulóban 4-en játszottak, a női versenyben 4 fő nevezésére volt lehetőség, akik közül egy időben hárman játszhattak. A csapatot alkotó versenyzők között előzetesen fel kellett állítani az erősorrendet, és azt meg kellett adni a versenybíróknak. A leadott erősorrendnek nem kell megegyeznie a versenyzők Élő-értékszámának sorrendjével. Az egyes fordulókban ennek az erősorrendnek a figyelembe vételével alkottak párokat az egymással játszó csapatok.
Az olimpiai versenyszabály szerint az egyes játszmákban a játékosoknak fejenként 2,5 óra állt rendelkezésre 40 lépés megtételéhez, majd utána minden további 16 lépésre 1-1 óra.
A végeredmény megállapításához az egyes játékosok által elért eredmények összegét vették elsődlegesen figyelembe. Egy játszmában a győzelemért 1 pont, a döntetlenért fél pont jár.
Holtverseny esetén a svájci rendszerben zajló nyílt versenyben elsődlegesen a Buchholz-számítást, ennek egyenlősége esetén a mérkőzéseken szerzett csapatpontszámot (csapatgyőzelem esetén 2 pont, döntetlen esetén 1 pont) vették figyelembe. A körmérkőzéses női versenyen holtverseny esetén elsődlegesen a mérkőzéseken szerzett csapatpontszám, ha ez is azonos volt, akkor a Sonneborn–Berger-számítás alapján döntöttek.

## A nyílt verseny
A nyílt versenyen a magyar válogatottban az első táblán Portisch Lajos (2630), a másodikon Ribli Zoltán (2585), a harmadikon Sax Gyula (2550), a negyediken Adorján András (2515) játszott, az ötödik csapattag (első tartalék) Csom István (2510), a hatodik csapattag (második tartalék) Vadász László (2505) nagymester volt.

### A győztes magyar csapat eredményei
| Forduló                            | Ellenfél                           | Portisch Lajos 2630   | Portisch Lajos 2630 | Ribli Zoltán 2585      | Ribli Zoltán 2585 | Sax Gyula 2550      | Sax Gyula 2550 | Adorján András 2515 | Adorján András 2515 | Csom István 2510 | Csom István 2510 | Vadász László 2505 | Vadász László 2505 | Pont |
| ---------------------------------- | ---------------------------------- | --------------------- | ------------------- | ---------------------- | ----------------- | ------------------- | -------------- | ------------------- | ------------------- | ---------------- | ---------------- | ------------------ | ------------------ | ---- |
| 1                                  | Skócia                             | Pritchett 2405        | 1                   | Levy 2320              | 1                 |                     |                | Jamieson 2310       | ½                   |                  |                  | Upton -            | 1                  | 3½   |
| 2                                  | Lengyelország                      | Schmidt 2505          | 1                   | Kuligowski 2310        | ½                 | Sznapik 2430        | 1              |                     |                     |                  |                  | Pytel 2390         | ½                  | 3    |
| 3                                  | Hollandia                          | Timman 2585           | 1                   | Sosonko 2575           | ½                 | Donner 2490         | 1              |                     |                     | Ree 2500         | ½                |                    |                    | 3    |
| 4                                  | Spanyolország                      | Diez del Corral 2490  | 0                   | Pomar Salamanca 2420   | 1                 | Calvo Mínguez 2455  | 1              | Bellón López 2350   | ½                   |                  |                  |                    |                    | 2½   |
| 5                                  | Amerikai Egyesült Államok          | Kavalek 2570          | ½                   | Lein 2505              | '½                | Byrne 2550          | ½              |                     |                     | Lombardy 2540    | ½                |                    |                    | 2    |
| 6                                  | Szovjetunió                        | Szpasszkij 2630       | 0                   | Tigran Petroszján 2620 | ½                 | Polugajevszkij 2620 | ½              |                     |                     | Vaganjan 2555    | ½                |                    |                    | 1½   |
| 7                                  | Dánia                              | Hamann 2470           | 1                   |                        |                   | Jakobsen 2400       | ½              | Kristiansen 2395    | ½                   |                  |                  | Fedder 2400        | 0                  | 2    |
| 8                                  | Anglia                             | Miles 2565            | 1                   | Stean 2510             | ½                 | Hartston 2475       | ½              |                     |                     | Nunn 2440        | 1                |                    |                    | 3    |
| 9                                  | Bulgária                           | Radulov 2490          | 1                   | Ermenkov 2520          | ½                 | Tringov 2480        | ½              |                     |                     | Szpaszov 2450    | ½                |                    |                    | 2½   |
| 10                                 | NSZK                               | Hübner 2595           | ½                   | Unzicker 2525          | ½                 |                     |                | Pfleger 2530        | ½                   | Hecht 2480       | ½                |                    |                    | 2    |
| 11                                 | Izland                             | Sigurjónsson 2500     | 1                   | Ólafssson H. 2420      | 1                 | Pétursson 2350      | ½              |                     |                     | Ásmundsson 2405  | ½                |                    |                    | 3    |
| 12                                 | Svédország                         | Andersson 2545        | ½                   | Schneider 2430         | 1                 | Schüssler 2365      | 1              |                     |                     | Wedberg 2370     | 1                |                    |                    | 3½   |
| 13                                 | Izrael                             | Dzsindzsihasvili 2550 | 1                   | Liberzon 2555          | ½                 | Bleiman 2440        | ½              |                     |                     | Grünfeld 2330    | ½                |                    |                    | 2½   |
| 14                                 | Jugoszlávia                        | Gligorics 2565        | ½                   | Ljubojevics 2605       | 1                 | Matanovics 2505     | 1'             |                     |                     | Ivkov 2515       | ½'               |                    |                    | 3    |
| Szerzett pontszám (Játszmák száma) | Szerzett pontszám (Játszmák száma) | 10 (14)               | 10 (14)             | 9 (13)                 | 9 (13)            | 8½ (12)             | 8½ (12)        | 2 (4)               | 2 (4)               | 6 (10)           | 6 (10)           | 1½ (3)             | 1½ (3)             |      |
| Teljesítményérték                  | Teljesítményérték                  | 2691                  | 2691                | 2627                   | 2627              | 2621                | 2621           | 2396                | 2396                | 2531             | 2531             | 2330               | 2330               |      |

### A nyílt verseny végeredménye
| H.  | Csapat neve               | P   | B-sz  | CsP | Gy | D | V |
| 1.  | Magyarország              | 37  | 446,0 | 23  | 10 | 3 | 1 |
| 2.  | Szovjetunió               | 36  | 445,5 | 23  | 10 | 3 | 1 |
| 3.  | Amerikai Egyesült Államok | 35  | 447,5 | 23  | 10 | 3 | 1 |
| 4.  | NSZK                      | 33  | 443,0 | 17  | 6  | 5 | 3 |
| 5.  | Izrael                    | 32½ | 442,5 | 18  | 7  | 4 | 3 |
| 6.  | Románia                   | 32½ | 422,5 | 16  | 6  | 4 | 4 |
| 7.  | Dánia                     | 32  | 440,5 | 20  | 8  | 4 | 2 |
| 8.  | Lengyelország             | 32  | 437,0 | 17  | 7  | 3 | 4 |
| 9.  | Spanyolország             | 32  | 430,5 | 15  | 6  | 3 | 5 |
| 10. | Svájc                     | 32  | 426,0 | 19  | 8  | 3 | 3 |

Egyéni érmesek
Egyénileg táblánként a három legjobb százalékot elért versenyző kapott érmet. A magyarok közül Sax Gyula a harmadik táblán elért eredménye alapján bronzérmet szerzett.

#### Első tábla
|       | Versenyző                | Ország     | Pont | Játszma | %    |
| ----- | ------------------------ | ---------- | ---- | ------- | ---- |
| Arany | Viktor Korcsnoj          | Svájc      | 9    | 11      | 81,8 |
| Ezüst | Orestes Rodriguez Vargas | Peru       | 8    | 10      | 80   |
| Bronz | Ulf Andersson            | Svédország | 10   | 13      | 76,9 |

#### Második tábla
|       | Versenyző       | Ország        | Pont | Játszma | %    |
| ----- | --------------- | ------------- | ---- | ------- | ---- |
| Arany | Adam Kuligowski | Lengyelország | 10   | 13      | 76,9 |
| Ezüst | Peter Biyiasas  | Kanada        | 9    | 12      | 75   |
| Bronz | Yrjö Rantanen   | Finnország    | 8    | 11      | 72,7 |

#### Harmadik tábla
|       | Versenyző          | Ország       | Pont | Játszma | %    |
| ----- | ------------------ | ------------ | ---- | ------- | ---- |
| Arany | Georgi Tringov     | Bulgária     | 8½   | 11      | 77,3 |
| Ezüst | Lev Polugajevszkij | Szovjetunió  | 8    | 11      | 72,7 |
| Bronz | Sax Gyula          | Magyarország | 8½   | 12      | 70,8 |

#### Negyedik tábla
|       | Versenyző                 | Ország         | Pont | Játszma | %    |
| ----- | ------------------------- | -------------- | ---- | ------- | ---- |
| Arany | Glen Bordonada            | Fülöp-szigetek | 7    | 9       | 77,8 |
| Ezüst | Bellón López, Juan Manuel | Spanyolország  | 10   | 13      | 76,9 |
| Bronz | Cicero Braga              | Brazília       | 8    | 11      | 72,7 |

#### Ötödik tábla (első tartalék)
|       | Versenyző                | Ország                    | Pont | Játszma | %    |
| ----- | ------------------------ | ------------------------- | ---- | ------- | ---- |
| Arany | James Edward Tarjan      | Amerikai Egyesült Államok | 9½   | 11      | 86,4 |
| Ezüst | Nathan Bimboim           | Izrael                    | 6    | 8       | 75   |
| Bronz | García Martínez, Silvino | Kuba                      | 8    | 11      | 72,7 |

#### Hatodik tábla (második tartalék)
|       | Versenyző       | Ország                   | Pont | Játszma | %    |
| ----- | --------------- | ------------------------ | ---- | ------- | ---- |
| Arany | John Turner     | Amerikai Virgin-szigetek | 6½   | 7       | 92,9 |
| Ezüst | Zhang Weida     | Kína                     | 6½   | 8       | 81,3 |
| Bronz | Roberto Navarro | Mexikó                   | 6    | 8       | 75   |

## Női verseny
A női versenyen az első táblán Verőci Zsuzsa (2290), a másodikon Ivánka Mária (2250), a harmadikon Makai Zsuzsa (2240), míg negyedik játékosként Kas Rita (2100) alkották a magyar válogatott csapatot. A csapatot az elődöntők során a „B” csoportba sorsolták.
| A magyar eredmények az elődöntő csoportban (2. csoport) |                                    |                         |        |                         |         |                        |        |                    |       |    |
| 1                                                       | Dánia                              | Høiberg 1950            | 1      | Haahr 2020              | 1       | Larsen 1930            | 1      |                    |       | 3  |
| 2                                                       | Monaco                             |                         |        | Fässler -               | 1       | Santoy -               | 1      | Fleureu -          | 1     | 3  |
| 3                                                       | NSZK                               | Laakmann 2160           | ½      | Fischdick 2195          | ½       | Hund 2075              | ½      |                    |       | 1½ |
| 4                                                       | Argentína                          | Soppe 1920              | 1      | Justo -                 | 1       |                        |        | Cazón 1960         | ½     | 2½ |
| 5                                                       | Skócia                             | Houstoun -              | 1      | Elder 1830              | 1       | McGhee -               | 1      |                    |       | 3  |
| 6                                                       | Amerikai Egyesült Államok          | Savereide 2160          | 1      | Herstein 2080           | 1       | Teasley 2090           | 1      |                    |       | 3  |
| 7                                                       | Izland                             | Þráinsdóttir -          | 1      |                         |         | Norðdahl -             | 1      | Samúelsdóttir -    | 1     | 3  |
| A magyar eredmények az „A” döntőben                     |                                    |                         |        |                         |         |                        |        |                    |       |    |
| 1                                                       | Bulgária                           | Lemacsko 2310           | 0      | Krumova 2100            | 1       | Shikova 2115           | ½      |                    |       | 1½ |
| 2                                                       | Spanyolország                      | García Vicente 2120     | 0      | García Padrón 1940      | ½       |                        |        | Cuevas Rodríguez - | ½     | 1  |
| 3                                                       | Anglia                             | Miles 2240              | ½      | Jackson 2090            | 1       | Caldwell 2030          | 0      |                    |       | 1½ |
| 4                                                       | NSZK                               | Laakmann 2160           | 1      | Fischdick 2195          | 0       |                        |        | Hund 2270          | ½     | 1½ |
| 5                                                       | Szovjetunió                        | Maia Csiburdanidze 2340 | ½      | Nona Gaprindasvili 2425 | ½       | Nana Alekszandria 2345 | ½      |                    |       | 1½ |
| 6                                                       | Lengyelország                      | Ereńska-Radzewska 2165  | ½      | Szmacińska 2180         | 1       | Jurczyńska 2095        | ½      |                    |       | 2  |
| 7                                                       | Jugoszlávia                        | Markovics 2195          | 1      | Maček 2205              | ½       |                        |        | Pihajlić 2190      | ½     | 2  |
| Szerzett pontszám (Játszmák száma)                      | Szerzett pontszám (Játszmák száma) | 9 (13)                  | 9 (13) | 10 (13)                 | 10 (13) | 7 (10)                 | 7 (10) | 4 (6)              | 4 (6) |    |
| Teljesítményérték                                       | Teljesítményérték                  | 2243                    | 2243   | 2277                    | 2277    | 2157                   | 2157   | 2063               | 2063  |    |

### A női verseny végeredménye
| H. | Csapat neve   | P   | CsP | S-B   | Gy | D | V |
| 1. | Szovjetunió   | 16  | 13  | 62,50 | 6  | 1 | 0 |
| 2. | Magyarország  | 11  | 8   | 43,00 | 2  | 4 | 1 |
| 3. | NSZK          | 11  | 8   | 37,50 | 2  | 4 | 1 |
| 4. | Jugoszlávia   | 11  | 7   | 33,00 | 3  | 1 | 3 |
| 5. | Lengyelország | 10½ | 6   | 24,50 | 3  | 0 | 4 |
| 6. | Spanyolország | 8½  | 6   | 28,25 | 2  | 2 | 3 |
| 7. | Bulgária      | 8½  | 4   | 19,00 | 0  | 4 | 3 |
| 8. | Anglia        | 7½  | 4   | 20,75 | 1  | 2 | 4 |

Egyéni érmesek
Egyénileg táblánként a három legjobb százalékot elért versenyző kapott érmet. A magyarok közül Ivánka Mária a második táblán elért eredménye alapján ezüstérmet szerzett.

#### Első tábla
|       | Versenyző          | Ország      | Pont | Játszma | %    |
| ----- | ------------------ | ----------- | ---- | ------- | ---- |
| Arany | Maja Csiburdanidze | Szovjetunió | 9    | 11      | 81,8 |
| Ezüst | Jane Garwell       | Wales       | 9½   | 12      | 79,2 |
| Bronz | Borislava Borisova | Svédország  | 8½   | 11      | 77,3 |

#### Második tábla
|       | Versenyző          | Ország       | Pont | Játszma | %    |
| ----- | ------------------ | ------------ | ---- | ------- | ---- |
| Arany | Nona Gaprindasvili | Szovjetunió  | 9½   | 11      | 86,4 |
| Ezüst | Gertrude Baumstark | Románia      | 10   | 13      | 76,9 |
| Ezüst | Ivánka Mária       | Magyarország | 10   | 13      | 76,9 |

#### Harmadik tábla
|       | Versenyző         | Ország        | Pont | Játszma | %    |
| ----- | ----------------- | ------------- | ---- | ------- | ---- |
| Arany | Nana Alekszandria | Szovjetunió   | 8    | 10      | 80   |
| Ezüst | Barbara Hund      | NSZK          | 9½   | 12      | 79,2 |
| Bronz | Anna Jurczyńska   | Lengyelország | 7½   | 10      | 75   |

#### Negyedik játékos
|       | Versenyző            | Ország                    | Pont | Játszma | %    |
| ----- | -------------------- | ------------------------- | ---- | ------- | ---- |
| Arany | Jelena Ahmilovszkaja | Szovjetunió               | 10   | 10      | 100  |
| Ezüst | Pia Cramling         | Svédország                | 9    | 11      | 81,8 |
| Bronz | Watkins, Helen Clare | Wales                     | 6    | 8       | 75   |
| Bronz | Teasley, Dolly       | Amerikai Egyesült Államok | 7½   | 10      | 75   |

## Az olimpiáról megjelent könyvek
- Bilek István: Győzelmünk a sakkolimpián, Sport, 1979. ISBN 9632533674